# 러시아 프리깃 디아나
러시아 프리깃 디아나는 1852년 건조된 러시아 제국해군의 프리깃이다. 1851년 5월 21일 러시아 아르한겔스크의 솔롬발라 조선소에서 건조되어 1852년 5월 19일 진수되었다. 1854년 예프피미 푸탸틴이 일본 원정을 할 당시 기함으로 사용하기도 하였다. 1854년 12월 23일 일어난 안세이 도카이 지진 당시 일본 시모다항에 정박해 있다 쓰나미에 맞아 손상을 입었으며 시모다에서 헤다촌으로 견인하던 도중 미야지마촌 인근 해역에서 침몰하였다.

## 같이 보기
- 안세이 도카이 지진

## 참고 문헌
- Чернышев А. А. Российский парусный флот. Справочник в 2-х томах — М.: Воениздат, 1997—2002 ISBN 5-203-01788-3
- Махов В. Е. Фрегат «Диана»
- Невельской Г. И. Подвиги русских морских офицеров на Крайнем Востоке России (1849—1855 г.)
- Через двадцать лет — //в кн.: Гончаров И. А. Фрегат «Паллада» — М.: Гос. Изд. географической литературы, 1957, 656 с.